# Lüchower Landgrabenniederung
Die Lüchower Landgrabenniederung ist ein teilweise entwässertes Niederungsgebiet in den niedersächsischen Gemeinden Lemgow und Lübbow in der Samtgemeinde Lüchow (Wendland) im Landkreis Lüchow-Dannenberg. Ein kleiner Teil südlich des namensgebenden Lüchower Landgrabens ist als Naturschutzgebiet ausgewiesen.

## Naturschutzgebiet

### Allgemeines
Das Naturschutzgebiet mit dem Kennzeichen NSG LÜ 191 ist 530 Hektar groß. Es ist Bestandteil des FFH-Gebietes „Landgraben- und Dummeniederung“ und des gleichnamigen EU-Vogelschutzgebietes. Das 1997 ausgewiesene, 65,5 Hektar große Naturwaldreservat „Hagen“ befindet sich innerhalb des Naturschutzgebietes. Das Gebiet steht seit dem 2. März 1992 unter Naturschutz. Zuständige untere Naturschutzbehörde ist der Landkreis Lüchow-Dannenberg.

### Beschreibung
Das Naturschutzgebiet liegt südöstlich von Wustrow (Wendland) an der Landesgrenze zu Sachsen-Anhalt innerhalb des Naturparks Wendland.Elbe. Es stellt einen Teil der Landgrabenniederung unter Schutz und ist von Waldbereichen und strukturreichem Agrarland mit Grünland- und Ackerflächen geprägt. Bei den Wäldern handelt es sich um naturnahe Wälder auf überwiegend nassen Standorten, die durch Wasserrückhaltemaßnahmen erhalten werden sollen. Daneben sind Birken-Eichenwälder und Eichen-Hainbuchenwälder zu finden. Die als Naturwaldreservat ausgewiesenen Bereiche bleiben dabei ihrer natürlichen Entwicklung überlassen. Weiterhin befinden sich im Naturschutzgebiet Röhrichte und Groß- und Kleinseggenriede.

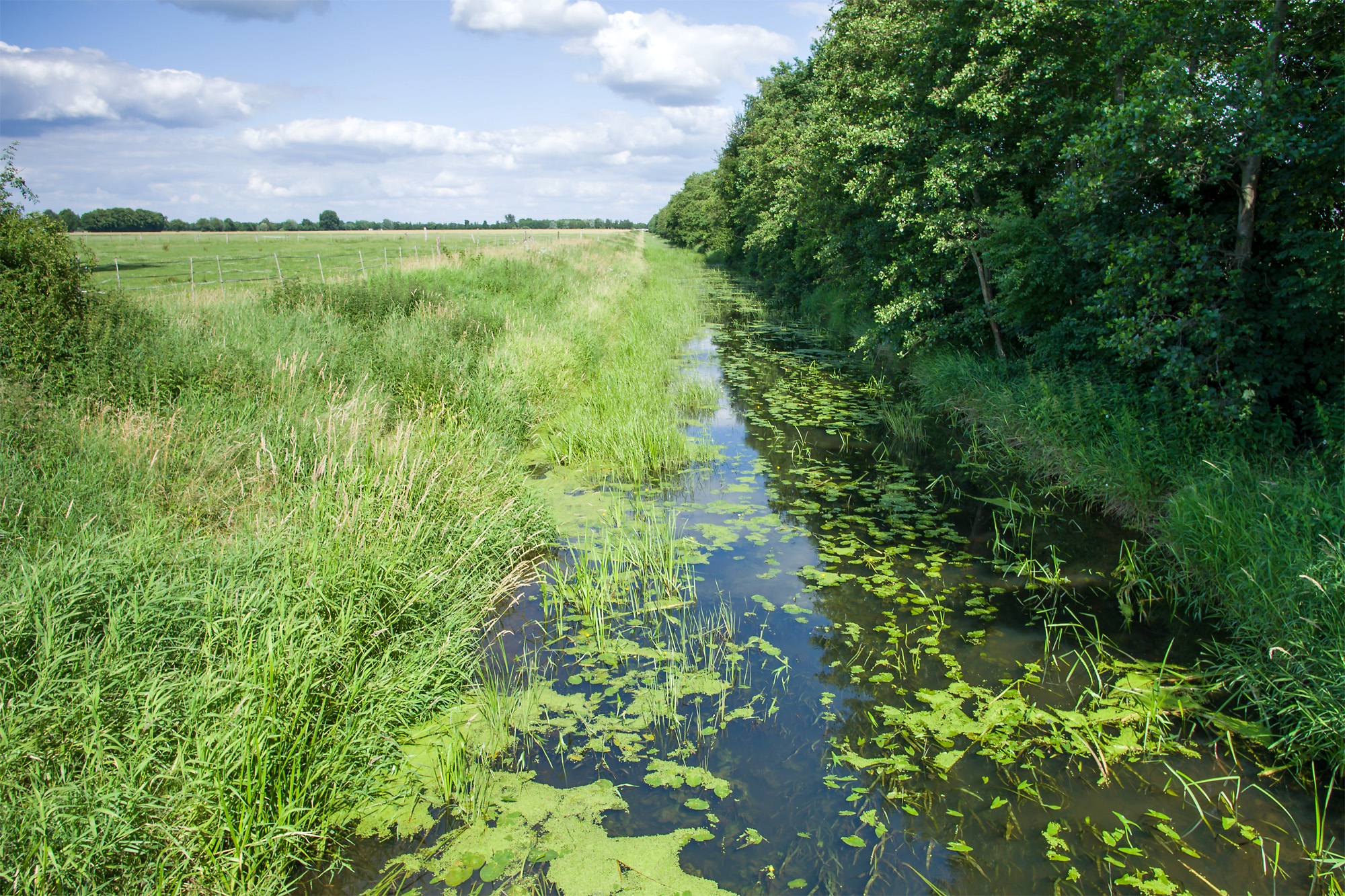
Der als Vorfluter dienende Lüchower Landgraben verläuft außerhalb der NSG-Grenzen
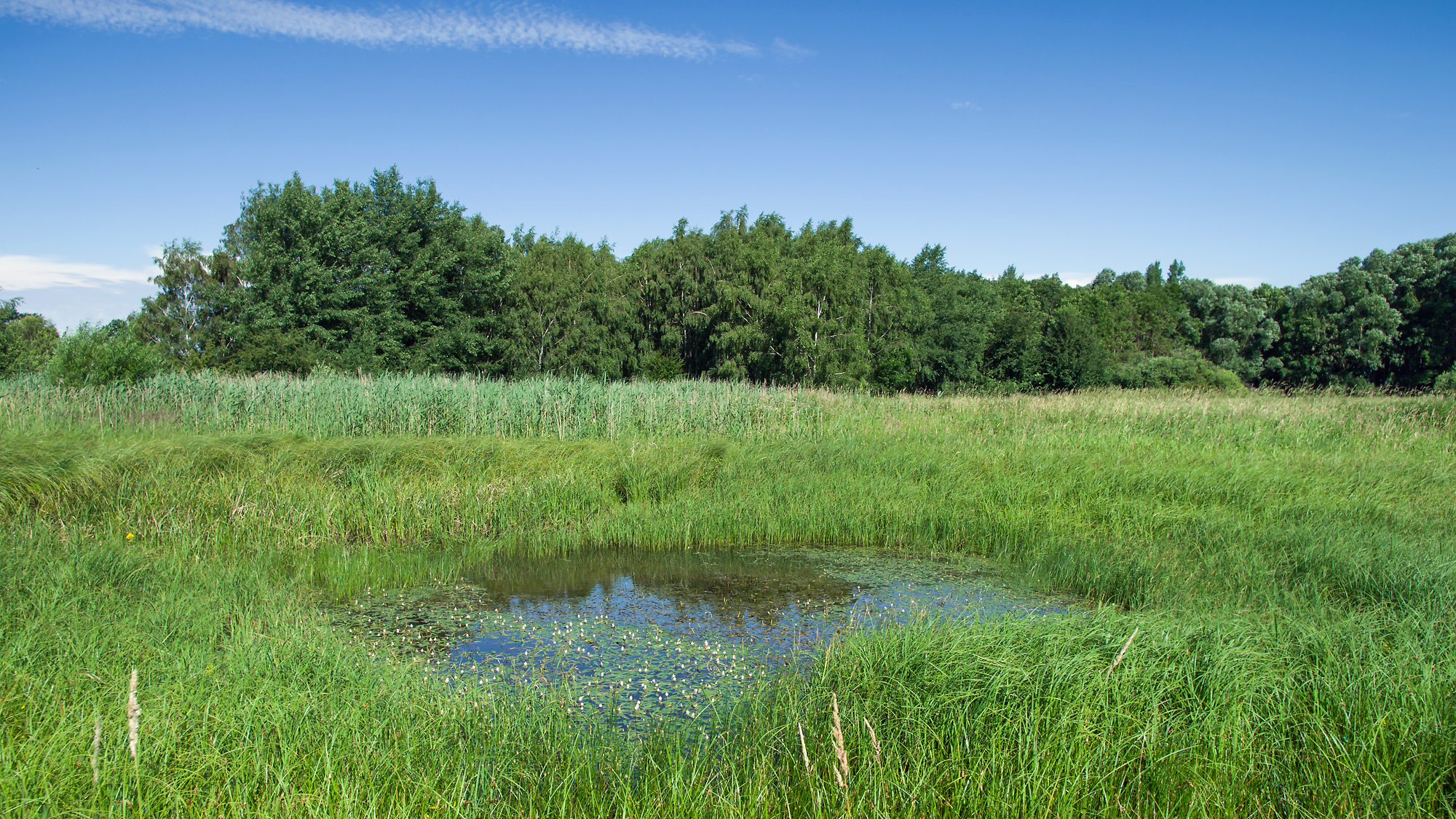
Wiesentümpel innerhalb des Naturschutzgebietes